# Elegia di Madonna Fiammetta
L'Elegia di Madonna Fiammetta è un'opera di Giovanni Boccaccio. La sua datazione risale al 1343-1344. Si tratta di un romanzo psicologico, scritto in prosa e strutturato come un lungo monologo-confessione: assume infatti la forma di una lunga lettera di una fanciulla napoletana «alle innamorate donne mandata» (incipit). È composta da un prologo e nove capitoli, l'ultimo dei quali funge da congedo.

## Trama
La protagonista, che è anche voce narrante, racconta la sua vicenda sentimentale: innamoratasi al primo sguardo di Panfilo, mercante fiorentino, vive a Napoli una stagione di felicità interrotta però dalla partenza dell'amante per Firenze.
La promessa infranta di Panfilo di un successivo ritorno nella città campana è il primo evento di una serie di peripezie: la donna apprende dapprima che Panfilo si è sposato, ma quando è in procinto di riconquistare una rassegnata serenità viene a sapere che quella notizia era falsa e che l'amato ha invece una relazione con una donna fiorentina.
Folle di gelosia, Fiammetta vuol darsi la morte ma ciò le viene impedito dalla vecchia nutrice.
Arriva infine la notizia di un prossimo ritorno a Napoli dell'amato e Fiammetta torna nuovamente a sperare.

## Analisi
Non si tratta di uno sfogo sincero e appassionato, di una trascrizione spontanea e immediata dei sentimenti: siamo invece di fronte ad un'opera tutta letteraria, interamente strutturata secondo i dettami e i procedimenti della retorica. Non stupisce quindi la complessa e costante trama di riferimenti a fonti svariate, classiche e medievali. Interessante è notare che il Boccaccio, a molti secoli di distanza dalle Heroides ovidiane, pone una donna come narratrice  in prima persona. Fiammetta infatti non è rappresentata come oggetto d'amore, cosa che accadeva di norma nella lirica stilnovistica e trecentesca, ma come persona dotata di volontà ed emotività proprie, attraverso le quali parla alle altre donne per suscitarne la compassione e consolarsi così della propria sofferenza.

## Riferimenti
La Vita Nuova dantesca fa da modello sia per la trama generale (storia di un amore), sia per la scelta e la descrizione delle situazioni (innamoramento in chiesa, succedersi di sogni e apparizioni inframmezzate ai monologhi ...), sia soprattutto per la preferenza esclusiva accordata ad un pubblico tutto femminile e di "nobili donne". Ugualmente appare evidente la presenza dei classici: Seneca e soprattutto Ovidio, fonte primaria per le sue Heroides, la famosa raccolta di lettere in distici elegiaci, per la maggior parte scritte da donne al marito o all'amante lontano. Infatti in ogni passo dell'opera emergono "exempla" amorosi, mescolati in un gioco intelligente di opposizioni, simmetrie e traslocazioni.

## Il genere elegiaco

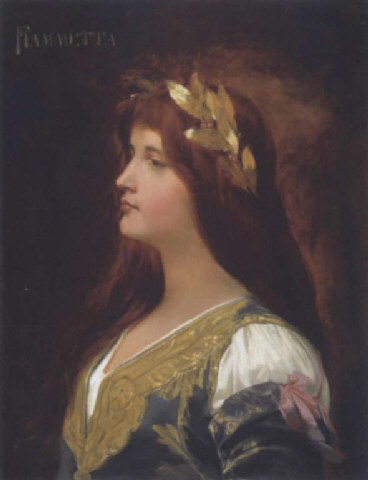
Fiammetta in un dipinto novecentesco

Da quest'opera, più volte volgarizzata in francese e in italiano, Boccaccio, deriva fra l'altro proprio l'idea cardine del monologo femminile come nostalgica o disperata rievocazione di un amore. Inoltre (e questo appare già nel titolo) anche questo testo appartiene, come le Heroides, al genere dell'elegia: lo confermano le parole iniziale del proemio:
(Giovanni Boccaccio, Elegia di Madonna Fiammetta)
e la successiva dichiarazione programmatica:
(Giovanni Boccaccio, Elegia di Madonna Fiammetta)
che riecheggiano la definizione di elegia corrente nel Medioevo. Si confronti Dante:
(Dante, De Vulgari Eloquentia II, IV, 5.)
Ma, mentre Dante assegna l'elegia al livello stilistico più basso,
(Dante, De Vulgari Eloquentia II, IV, 5.)
Boccaccio usa una prosa dai toni sostenuti e solenni, conveniente alla nobiltà della protagonista e del suo uditorio e sollecitata dall'impiego di testi classici, spesso tradotti alla lettera. Del resto, non mancavano esempi di elegie latine in stile alto, quale soprattutto la Elegia de diversitate fortunae et philosophiae consolatione di Arrigo da Settimello (1193), molto diffusa in Toscana anche attraverso volgarizzamenti trecenteschi e utilizzata da Boccaccio. Tra l'altro, nell'Elegia di madonna Fiammetta si assegna un ruolo preminente proprio alla Fortuna, motore delle vicende umane, secondo Boccaccio, e causa delle sventure di Fiammetta.

## La novità dell'opera
Alla costituzione del testo convergono, oltre ai suggerimenti del filone elegiaco, elementi caratteristici di altri generi, che producono un'opera di tipo nuovo e che non avrà imitatori in Italia. Per esempio la suddivisione in capitoli e le rubriche riassuntive avvicinano l'opera al romanzo, così come il dipanarsi di vicende, esposte con toni narrativi che interrompono il flusso delle osservazioni intimistico-psicologiche, certamente ancora lontani dall'attuale concezione di psicologia. Non manca l'elemento didattico, visibile sia nella dichiarata volontà di giovare alle donne innamorate, sia nella pratica di un'analisi del momento passionale svolta secondo i canoni e la precisione di un trattato. Dal punto di vista linguistico, l'opera compie il processo di latinizzazione della sintassi volgare che culminerà nel Decameron; dallo stile della prosa medievale si passa ad uno stile umanistico che indulge nell'ipotassi e rinvia spesso il verbo della frase principale a fine periodo, ma in modo sempre preciso e misurato.